# Liste der mexikanischen Kinofilme 1919
Die Liste der mexikanischen Kinofilme des Jahres 1919 führt alle in diesem Jahr in Mexiko gedrehten Langfilme auf. Insgesamt gab es in diesem Jahr 14 mexikanische Produktionen. Die in dieser Liste aufgeführten Informationen basieren auf David E. Wilts Buch „The Mexican Filmography 1916 through 2001“, der die vollständigste Filmographie für Mexiko vorgelegt hat.

## Legende
- Titel: Nennt soweit vorhanden den offiziellen deutschen Filmtitel, andernfalls den spanischen Originaltitel.
- Regisseur: Nennt den Regisseur oder die Regisseure des Films.
- Genre: Nennt die Genrezuordnung.
- Darsteller: Nennt drei Hauptdarsteller.
- Besonderheiten: Führt Besonderheiten und Hintergründe zum Film auf.

## Filmliste
| Titel                                             | Regisseur                                              | Genre         | Darsteller                                                      | Besonderheiten |
| ------------------------------------------------- | ------------------------------------------------------ | ------------- | --------------------------------------------------------------- | --- |
| La banda del automóvil gris                       | Enrique Rosas; Joaquín Coss; Juan Canals de Homs       | Kriminalfilm  | Juan Canals de Homs; Joauguín Coss; Juan Manuel Cabrera         | Nach einem wahren Verbrechen gedreht. Eines der herausragenden Werke des mexikanischen Stummfilms.                                                    |
| Aventuras de Chucho El Roto o El bandido generoso | Santiago J. Sierra                                     | Kriminalfilm  | Hilda North; Leopoldo del Cerro                                 | Erste Filmadaption des Verbrechers Chucho El Roto. Einige Quellen gehen davon aus, dass der Film nicht vollendet wurde.                               |
| La banda del automóvil o la dama enlutada         | Ernesto Vollrath                                       | Kriminalfilm  | Matilda Cires Sánchez; Dora Vila; Roberto Soto                  | Basierte auf derselben Verbrecherbande wie La banda del automóvil gris. Der Film wurde zum Teil zensiert.                                             |
| El block house de Alta Luz                        | Fernado Orozco y Berra                                 | Abenteuerfilm | Rutilia Urriola; Flora Islas Chacón; Rafael M. Saavedra         | Kein kommerzieller Film, er wurde nur zur Truppenunterhaltung eingesetzt.                                                                             |
| Confesión trágica                                 | Carlos E. González; Fernando Sáyago; José Manuel Ramos | Filmdrama     | Carlos E. Gonzáles; José Manuel Ramos; Guillermo Luzuriaga      | Basierte auf einem Gedicht von José Velarde. |
| Don Juan Manuel                                   | Enrique Castilla                                       | Kostümfilm    | Enrique Castilla; Rutila Urriola; Alfredo Macías                | Wurde erst 1925 vorgeführt. |
| Dos corazones                                     | Francisco de Lavillete                                 | Melodrama     | Mimí Derba; Consuelo Mayendía; Christóbal Sánchez del Pino      | Basierte auf Hélene y Mathilde von Adolphe Belot. |
| Juan Soldado                                      | Enrique Castilla                                       | Militärfilm   | Rutila Urriola; Eduardo Urriola; Enrique Castilla               | Film des Militärs, der aber auch kommerziell aufgeführt wurde.                                                                                        |
| La llaga                                          | Luis G. Peredon                                        | Filmdrama     | Gustavo Curiel; María Mercedes Ferriz; Elena Sánchez Valenzuela | Basierte auf einem Roman von Federico Gamboa, der später erneut verfilmt wurde.                                                                       |
| Una novia caprichosa                              | Francisco de Lavillete                                 | Filmkomödie   | Ricardo Beltri; Consuelo Mayendía; Cristóbal Sánchez del Pino   | |
| El precio de la gloria                            | Fernando Orzco y Berra                                 | Filmdrama     | Rutila Urriola; Flora Islas Chacón; Teté Tapia                  | Der Film wurde von der Regierung finanziert. Einige Quellen schlagen vor, dass es sich um denselben Film handelt wie Honor militar aus dem Jahr 1920. |
| El rompecabezas de Juanillo                       | Juan Arthenack                                         | Filmkomödie   | Juan Arthenack                                                  | |
| Salamandra                                        | Elfrén Rebolledo                                       |               |                                                                 | |
| Viaje redondo                                     | José Manuel Ramos                                      | Filmkomödie   | Leopoldo Beristáin; Lucila Joya; Joaquien Pardavé               | |